# Раунд Мейпл
Раунд Мейпл (англ. Round Maple) — село в графстві Суффолк поблизу Едвардстона, Англія. Історичні місця та архітектурні пам'ятки.